# Phaeoceros engelii
Phaeoceros engelii là một loài rêu trong họ Anthocerotaceae. Loài này được D. Cargill & Fuhrer mô tả khoa học đầu tiên năm 2008.